# Centro Cultural Metropolitano de Convenciones de Armenia
El Centro Cultural Metropolitano de Convenciones es un espacio multifuncional de primer nivel, diseñado para acoger una amplia gama de eventos culturales, sociales y empresariales. Ubicado en la ciudad de Armenia, se distingue por su moderna infraestructura y su versatilidad para adaptarse a diversas actividades, como conferencias, conciertos, exposiciones y eventos corporativos. El centro no solo ofrece salones de convenciones, sino también amplios espacios al aire libre, áreas de exposición y servicios complementarios que lo convierten en el escenario perfecto para encuentros de gran magnitud. Su equipamiento técnico lo posiciona como un referente para el desarrollo de actividades empresariales en la región.

## Acontecimientos

### 2023
- Feria Internacional del Libro.[8]
- Juegos Deportivos Nacionales.[9]

### 2024
- 1er Congreso Internacional de Ciencias Aeroespaciales.[10]

### 2025
- Foro Económico Quindío 2025.[11]